# دورموشل
دورموشل (به آلمانی: Dörrmoschel) یک شهر در آلمان است که در دنرسبرگکرایس واقع شده‌است. دورموشل ۱۴۳ نفر جمعیت دارد.